# Brindisi Montagna
Brindisi Montagna är en ort och kommun i provinsen Potenza i regionen Basilicata i Italien. Kommunen hade 881 invånare (2017).